# Скривене страсти
Скривене страсти (шп. Pasión de gavilanes) колумбијско-америчка је теленовела, продукцијске куће Телемундо, снимана током 2003. и 2004.
У Србији је емитована током 2004. и 2005. на телевизији Пинк.

## Синопсис
Након смрти својих родитеља, браћа Рејес са својом сестром прелазе границу и напуштају своју земљу, пресељавају се у сиромашно колумбијско предграђе у коме отварају пекару како би зарађивали за живот.
Хуан, најстарији брат, управља послом и сматра се главом породице. Јак је човек, поштен и одговоран, али превише је строг, мада донекле приморан на то.
Оскар је средњи брат, разликује се од осталих по великој лукавости, веома је амбициозан и прорачунат, не задовољава се оним што има.
Франко, најмлађи брат, доста је слабијег карактера од остале браће, он је боем и вечити романтичар.
Либија, најмлађа у породици, има свега 16 година. Она је радост и највећа брига своје браће, који можда и превише пазе на њу, с обзиром на то да је једина жена у породици.
Проблеми почињу када се неискусна Либија заљубљује у Бернарда Елизонда, старијег човека, са којим отпочиње живот пун тајни и жарких романси. Ситуација се компликује када Либија призна својој браћи да је заљубљена у њега, те браћа Рејес захтевају од Бернарда да је ожени, и овај прихвата без обзира што је већ ожењен и има своју породицу.
Бернардо је одлучио да се разведе од своје жене, како би се могао посветити Либији. Међутим смрт га изненађује у неочекиваној несрећи. Када сазна да за Бернардову смрт и издају, Либија одлучује да се баци са моста и заврши са својим животом. Тешко погођени њеном смрћу, браћа је сахрањују и куну се над њеним гробом да ће је осветити.
Након неког времена, браћа Рејес се упућују на хацијенду Елизондо, и игром околности их тамо помешају са радницима које су позвали за изградњу нове куће на хацијенди. Обзиром да им то иде у корист, прихватају ту игру и запошљавају се на имању као радници, како би припремили план којим ће спровести освету.
У међувремену, они упознају чланове породице Елизондо.
Габријела, Бернандова жена, тврдоглава је, нетолерантна и пристрасна жена, навикнута да намеће своја наређења преко туђих интереса.
Норма, најстарија ћерка, лепа је колико и незадовољна својим животом, жртва је силовања, након и због чега ју је мајка присилила на брак са човеком кога не воли.
Габријелине остале ћерке су Сарита (средња) и Химена (најмлађа), њима мајка манипулише, брани им да проживљавају своју младост и слободу како доликује, држи их под сталним надзором и својим присуством.
Мартин Асеведо, Габријелин отац, једини је који успева избегавати неподношљиву диктатуру своје ћерке. Он је војни радник у пензији, непокретан је, али се са својим инвалидским колицима неуморно креће по свим пределима куће вичући, певајући, играјући се са служавкама и истражујући тајне. Забаван је и дрзак, нежан и разуман, он је лик који се не устручава изрицања оног што мисли и осећа.
На крају, ту је и Фернандо Ескандон, Нормин супруг. Уважен, културан и елегантан, оженио се због интереса.
Дубока мржња отпочиње промену када браћа Рејес бивају ухваћени у сопствену замку и заљубљују се у сестре Елизондо… Тада се хацијенда Елизондо претвара у бојно поље на коме љубав, мржња и страст играју главне улоге.

## Улоге
| Глумац:                  | Улога:                    |
| ------------------------ | ------------------------- |
| Дана Гарсија             | Норма Елизондо            |
| Марио Симаро             | Хуан Рејес                |
| Паола Реј                | Химена Елизондо           |
| Хуан Алфонсо Баптиста    | Оскар Рејес               |
| Наташа Клаус             | Сара "Сарита" Елизондо    |
| Мичел Браун              | Франко Рејес              |
| Жарик Леон               | Росарио Монтес            |
| Ана Лусија Домингез      | Либија Рејес Рут Урибе    |
| Кристина Лили            | Габријела                 |
| Хорхе Као                | Мартин Асеведо            |
| Глорија Гомез            | Ева                       |
| Хуан Пабло Шак           | Фернандо                  |
| Хуан Себастијан Арагон   | Армандо Наваро            |
| Лорена Меритано          | Динора Росалес            |
| Леди Норјега             | Пепита Рондерос           |
| Андреа Виљалобос         | Панчита                   |
| Себастијан Боскан        | Леонардо                  |
| Марија Маргарита Гиралдо | Ракел                     |
| Консуело Лузардо         | Мелиса                    |
| Предро Рода              | Олегарио                  |
| Татјана Харги            | Диминга                   |
| Кармен Гонзалез          | Кинтина                   |
| Леонеила Гонзалез        | Белинда                   |
| Клеменсија Гиљен         | Кармела Горди             |
| Андрес Фелипе Мартинез   | Малколм Риос              |
| Хулио дел Мар            | Леонидас Коронадо         |
| Рикардо Андрес Херера    | Антонио Коронадо          |
| Тали Кинтеро             | Едувина Труеба            |
| Ана Солер                | Емилсе Рејносо            |
| Херман Рохас             | Бернардо Елизондо         |
| Вилма Вера               | Магнолија Брачо           |
| Лилијана Лозано          | Есперанса #1              |
| Марта Исабел Боланос     | Есперанса #2              |
| Маргарита Дуран          | Нидија                    |
| Геофеј Дакин             | Артур Клаус               |
| Пилар Алварес            | Виолета Виљас             |
| Маргарита Амадо          | Росита                    |
| Густаво Ангарита Јр      | Напах Росалес             |
| Сантијаго Бехарано       | Бруно Ферањо              |
| Фернандо Коредор         | Каликсто Урибе            |
| Виктор Родригез          | Мемо                      |
| Хелга Дијаз              | Бетина                    |
| Клаудија Дорадо          | Фани                      |
| Карлос Дуплат            | Агапито Кортез            |
| Едуардо Гомез            | Томас                     |
| Габријела Гарсија        | Хуан Давид Рејес Елизондо |
| Хаиме Гутјерез           | Генаро Салинас            |
| Раул Гутјерез            | Хајме 'Хустино' Бустиљо   |
| Жаклин Хенрикез          | Урсула де Росалес         |
| Самуел Хернандез         | Закаријас Росалес         |
| Татјана Хареги           | Доминга                   |
| Херберт Кинг             | Вардо Херсон              |
| Александер Пласио        | Рубински                  |